# Castrum Bigorra
Das Castrum Bigorra ist eine gallorömische Wehranlage in der Gemeinde Saint-Lézer im Département Hautes-Pyrénées im Südwesten Frankreichs.

## Geschichte
Schon in der Bronzezeit (3. Jahrtausend v. Chr.) war die Hügelkuppe über der Gemeinde Saint-Lézer besiedelt. Sie liegt beherrschend über dem Adourtal, bot einen hervorragenden Blick über die gesamte Gegend und konnte, entsprechend befestigt, gut verteidigt werden.
Zu Beginn der Eisenzeit (zwischen 750 und 650 v. Chr.) errichteten Keltiberer vom Stamm der Bigerriones an dieser Stelle ein Oppidum. Etwas mehr als sieben Hektar groß, war das Oppidum von Mauer und Graben umgeben.
Nachdem die germanischen Stämme der Vandalen, Alanen und Sueben im Jahr 407 n. Chr. die Gegend verwüstet hatten, errichteten die Gallorömer an gleicher Stelle eine Festungsanlage, das Castrum Bigorra. Eine mit Türmen bestückte, 940 m lange Mauer umschloss einen mehrere Hektar großen Platz. Das Castrum diente dem Schutz der Bevölkerung des naheliegenden Vicus (heute Vic-en-Bigorre) und umliegender Ortschaften, beispielsweise Tarbes (heute Hauptstadt des Département Hautes-Pyrénées).
Bis in das frühe Mittelalter hinein war das Castrum Bigorra der Hauptort des Bigorre. Im 6. Jahrhundert wurden hier noch Münzen geschlagen. Der Graf von Bigorre errichtete auf einem Teil des Geländes eine mittelalterliche Burg. Unterhalb der Mauern wurde ein Kloster gegründet, das im 11. Jahrhundert als Priorat von Saint-Lézer der Abt von Cluny unterstellt wurde.
Im Lauf der Jahrhunderte haben Erdrutsche die Mauern des Castrum Bigorra versetzt und zum Einsturz gebracht. Ihre Reste können auf einem archäologischen Pfad besichtigt werden. Der Verein „Les amis de la Bigorra“ hat diesen Pfad mit Informationstafeln ausgestattet und pflegt ihn.

## Archäologische Erschließung
- 1881: Prosper Roch, Lehrer in Saint-Lézer, fasst seine Zufallsfunde in einer kleinen Broschüre für seine Schüler zusammen.
- 1890: Norbert Rosapelly und Xavier de Cardaillac führen erste Ausgrabungen durch und publizieren La cité de Bigorre
- ab 1956: Roland Coquerel (1909–1991) beginnt mit systematischen Ausgrabungen und berichtet in über 200 Publikationen darüber.
- seit 2002: Ein Team von Christian Darles (École Nationale Supérieure d’Architecture de Toulouse) und Alain Badie (Institut des Recherches sur l’Architecture Antique du CRNS) führte Ausgrabungen durch und erstellte einen archäologischen Atlas des Castrum Bigorra.